# Emesis velutina
Emesis velutina är en fjärilsart som beskrevs av Frederick DuCane Godman och Osbert Salvin 1878. Emesis velutina ingår i släktet Emesis och familjen Riodinidae. Inga underarter finns listade i Catalogue of Life.